# Arratia-Nerbioi
Die Comarca Arratia-Nerbioi ist eine der sieben Comarcas in der Provinz Bizkaia.
Die im Süden der Provinz gelegene Comarca umfasst 15 Gemeinden auf einer Fläche von 420,58 km².

## Gemeinden
| Gemeinde                | Einwohner (2024) | Fläche km² | Dichte Einw./km² | Cod INE | Postleitzahl |
| ----------------------- | ---------------- | ---------- | ---------------- | ------- | ------------ |
| Arakaldo                | 160              | 2,65       | 60               | 48005   | 48498        |
| Arantzazu               | 394              | 3,65       | 108              | 48006   | 48140        |
| Areatza                 | 1.287            | 9,14       | 141              | 48093   | 48143        |
| Arrankudiaga            | 1.007            | 22,80      | 44               | 48009   | 48498        |
| Artea                   | 748              | 12,39      | 60               | 48023   | 48142        |
| Bedia                   | 1.117            | 16,52      | 68               | 48092   | 48390        |
| Dima                    | 1.505            | 61,83      | 24               | 48026   | 48141        |
| Igorre                  | 4.330            | 17,28      | 251              | 48094   | 48140        |
| Lemoa                   | 3.586            | 15,85      | 226              | 48055   | 48330        |
| Orduña                  | 4.203            | 33,49      | 126              | 48074   | 48460        |
| Orozko                  | 2.666            | 102,72     | 26               | 48075   | 48410        |
| Ubide                   | 164              | 2,92       | 56               | 48088   | 48145        |
| Ugao-Miraballes         | 4.175            | 5,22       | 800              | 48065   | 48490        |
| Zeanuri                 | 1.250            | 66,97      | 19               | 48024   | 48148        |
| Zeberio                 | 1.081            | 47,15      | 23               | 48025   | 48499        |
| Comarca Arratia-Nerbioi | 27.673           | 420,58     | 66               | –       | –            |